# Конвой № 1272
Конвой № 1272 — невеликий японський конвой часів Другої світової війни, проведення якого відбувалось у листопаді — грудні 1943 року.
Конвой сформували для проведення групи транспортних суден до Рабаула — головної передової бази в архіпелазі Бісмарка, з якої японці вже два роки провадили операції на Соломонових островах та сході Нової Гвінеї. Вихідним пунктом при цьому був атол Трук (нині Чуук) у східній частині Каролінських островів, який до лютого 1944 року виконував роль транспортного хабу, через який йшло постачання японських сил у кількох архіпелагах (ще до війни на Труку створили потужну базу ВМФ).
До складу конвою № 1272 увійшли транспорти «Коней-Мару» та «Хагуро-Мару». Їх ескорт забезпечували мисливець за підводними човнами CH-33 і торпедний човен «Оторі».
Ввечері 27 листопада 1943 року судна вийшли з Труку та попрямували маршрутом, котрий відрізнявся від найкоротшого та передбачав значне відхилення на захід. Утім, це не убезпечило конвой від зустрічі з ворожим підводним флотом. 1 грудня в районі за 350 км північніше від островів Адміралтейства (та за 900 км на південний захід від Труку) субмарина Peto випустила по конвою шість торпед. Три з них вразили «Коней-Мару», і воно затонуло, забравши із собою 39 членів екіпажу. Кораблі ескорту скинули 12 глибинних бомб, проте не змогли завдати шкоди підводному човну.
4 грудня біля опівдня конвой прибув до Рабаула.